# Masashi Kishimoto
Masashi Kishimoto és un dibuixant de còmics, va néixer a Nagi, al Districte de Katsuta, a la Prefectura d'Okayama, Japó, el 8 de novembre de 1974, el mateix dia que el seu germà bessó Seishi Kishimoto.
A la seva joventut, una de les seves grans influències per començar a dibuixar manga era l'Akira Toriyama, el creador de Bola de Drac i el Dr. Slump. Dibuixa manga des que anava a l'institut.
La seva popularitat es va estendre gràcies al seu còmic Naruto, començat el 1999, seguit de Naruto Shippuden i Boruto: Naruto Next Generations; per ara, l'únic manga que dibuixa.